# سیارک ۱۲۴۰۷۵
سیارک ۱۲۴۰۷۵ (به انگلیسی: 124075 Ketelsen، نامگذاری:2001GT1) صد و بیست و چهار هزار و هفتاد و پنجمین سیارک کشف شده‌است که در ۱۵ آوریل ۲۰۰۱ کشف شد.